# Tre Whitted
Tre Whitted (Wilmington, 5 dicembre 1984) è un ex cestista e allenatore di pallacanestro statunitense, professionista nella D-League.